# Canis armbrusteri
Espèce
Répartition géographique
Canis armbrusteri est une espèce fossile de mammifères carnivores de la famille des Canidae qui était endémique en Amérique du Nord et qui a vécu pendant le Pléistocène (Irvingtonien), entre environ 1,8 million d'années et 300 000 ans.

## Description
Il aurait été beaucoup plus gros que le loup gris, pesant environ 70 kg. Il était probablement un chasseur solitaire.

## Phylogénie
Il est proposé comme être l'ancêtre de l'un des plus célèbres carnivores préhistoriques d'Amérique du Nord, Canis dirus.

## Systématique
Le nom valide complet (avec auteur) de ce taxon est Canis armbrusteri Gidley (d), 1913,.

### Étymologie
Son épithète spécifique, armbrusteri, lui a été donnée en l'honneur de Raymond Armbruster, un naturaliste américain grâce auquel les dépôts de la grotte de Cumberland ont été découverts pour la première fois par les scientifiques.

### Publication originale
- (en) James Williams Gidley, « Preliminary report on a recently discovered Pleistocene cave deposit near Cumberland, Maryland », Proceedings of The United States National Museum, vol. 46,‎ 1913, p. 93-102 (lire en ligne)